# Premio Theodor Körner
Il Premio Theodor Körner per la promozione delle scienze e delle arti viene assegnato annualmente a giovani scienziati e artisti, che non anno ancora suoerato i 40 anni di vita. Il premio fu fondato nel 1953 in occasione dell'ottantesimo compleanno del Presidente austriaco Theodor Körner, SPÖ.

## Vincitori del premio

### 1954–1959
- 1954: Wilhelm Holzbauer, architetto; Armin Kaufmann, compositore
- 1955: Gottfried von Einem, compositore
- 1956: Marlen Haushofer, scrittrice; Franz Austeda filosofo e pedagogo
- 1957: Friedrich Achleitner, architetto e scrittore; Hans Günther Mukarovsky, africanista
- 1958: Ernst Waldinger, lirico e saggista; Roman Rosdolsky, storico
- 1959: Heinrich Gross, ricercatore[1]
- 1959: Thomas Schönfeld, chimico delle radiazioni
- 1959: Walter Salzmann, scultore

### 1960–1969
- 1960: Karl Hermann Spitzy, scopritore della „Penicillina V“; Karl Schiske, compositore; Kurt Ohnsorg, ceramista
- 1961: Lore Kutschera, botanica; Fritz Skorzeny, compositore e critico musicale
- 1962: Rupert Falkner, architetto; Rudi Wach, scultore; Walter Buchebner, scrittore
- 1963: Alfred Wopmann, regista; Friederike Mayröcker, scrittrice
- 1964: Alfred Doppler, letterato; Lorenz Mack, scrittore
- 1965: Adolf Frohner, scultore; Fritz Fischer, pittore; Peter Herz, scrittore; Raoul Kneucker, giurista; Horst Wünsch, giurista
- 1966: Paul Kruntorad; Reiner Schiestl; Werner Schneyder, Kabarettist; Harald Schweiger; Raoul Kneucker, giurista
- 1967: Dieter Bös
- 1968: Wendelin Schmidt-Dengler, germanista; Elisabeth Lichtenberger, Geografin; Günther Hödl, storico

### 1970–1979
- 1970: Walter Wippersberg, scrittore; Anton Schwob, germanista; Heinz Falk, chimico; Willi Butollo, psicologo
- 1971: Peter Schuster, chimico; Hans Peter Sagmüller, artista[2]; Manfred Wagner
- 1972: Johannes Wanke, pittore, Helmut Korherr scrittore
- 1973: Friedrich Gottas, storico
- 1974: Johann Götschl, filosofo e filosofo della scienza; Erich Hable, insegnante e ornitologo; Heinz Kruschel, scrittore; Gottfried Helnwein, pittore; Herwig Bangert, fisico; Ruth Wodak, linguista; Franz Zadrazil, pittore; Helmut Zenker, scrittore
- 1975: Helmut Konrad, storico
- 1976: Waltraut Cooper, artista; Max Gangl, scultore; Georg Kövary, scrittore; Hans Trummer, scrittore
- 1977: Ernst Hanisch, storico; Reinhard Wegerth, scrittore; Liselotte Buchenauer, scrittrice
- 1978: Peter Csendes, storico; Gerald Grassl, scrittore; Werner Schulze, compositore; Elfriede Gerstl, scrittrice; Peter Ponger, compositore; Peter Huemer, artista grafico
- 1979: Klara Köttner-Benigni, scrittrice; Georg Biron, scrittore; Manfred Buchroithner, cartografo; Gerhard Häupler, pittore; Inge Dick, pittrice; Günther Sperk, farmacologo

### 1980–1989
- 1980: Erna Frank, scultrice; Josef Haslinger, scrittore; Gerhard Gutruf, pittore; Marianne Popp, biologa, biochimica e professoressa emerita dell'Università di Vienna[3]
- 1981: Gerald Jatzek, scrittore; Adolf Opel, pubblicista; Hubert Christian Ehalt, scrittrice; Ilse Brem
- 1982: Laszlo Prihoda, scultore; Erich Peter Klement; Hubert Sielecki, film-maker; Elfriede Czurda, scrittrice, Elisabeth Vavra
- 1983: Erich Novoszel, pittore; Willy Puchner, fotografo; Bernhard Gamsjäger, storico
- 1984: Margarete Maurer, scienziata della natura e filosofa; Renée Schroeder, microbiologa e genetista; Christian Ofenbauer, compositore
- 1985: Magda Csutak, artista di arti figurative, Alfred Graf, pittore; Wolfgang Neuber, germanista; Hansjörg Zauner fotografo
- 1986: Barbara Neuwirth, scrittrice; Michael Seeber, produttore cinematograficoi; Veit Schiffmann, pittore; Christoph E. Exler, artista di arti figurative; Helmut Machhammer, scultore
- 1987: Hortensia Fussy, scultrice; Irena Habalik, scrittore; Hermann Sulzberger, compositore
- 1988: Willy Puchner, storico
- 1989: Andreas Renoldner, scrittore; Tobias Kammerer, pittore e scultore

### 1990–1999
- 1990: Ludwig Laher, scrittore; Mike Markart, scrittore,
- 1991: Elfriede Baumgartner, scultrice; Sabine Scholl, scrittrice
- 1992: Magdalena Sadlon, scrittrice; Herbert J. Wimmer, scrittore
- 1993: Bernhard Hubmann, geologo
- 1994: Hannes Raffaseder, compositore; Judith Gruber (= Judith Gruber-Rizy), scrittrice; Michael Ritter, letterato; Helmut Rizy, scrittore; Werner Raffetseder, Fotografo, artista multimediale; Ilse Brem, scrittrice; Thomas Herwig Schuler, compositore
- 1995: Wolfgang Marx, pittore; Ernst Zdrahal, artista di arti figurative; Roland Summer, ceramico, Brigitte Pixner, scrittrice
- 1996: Clemens Frischenschlager, pittore; Reinhard Müller, sociologo
- 1997: Alfred Haberpointner, scultore; Klaus Stattmann, architetto; Gabriela Medvedova, artista; Bernd R. Deutsch, compositore; Gerhard Präsent, compositore
- 1998: Rose Breuss, coreografa, Astrid Dummer, Wurzeln e Flügel-Prosa, Doris Eibl, letterata, Erika Seywald, pittrice
- 1999: Erich Eder, zoologo, Klaus Atzwanger, antropologo, Christian Minkowitsch, compositore, Johannes Feichtinger, storico, Ilija Dürhammer, storico

### 2000–2009
- 2000: Michael Hedwig, artista; David Babcock, compositore; Wolfgang Fritz scrittore; Michael Thöndl Politikwissenschaftler;
- 2001: Stefan Alexe, autore; Simone Maria Berchtold; Paul Videsott; Daniel De La Cuesta, compositore; Tibor Nemeth, compositore; Rupert Lanzenberger[4], ricercatore del cervello; Gerhard Senft, economista;
- 2002: Hanns Kunitzberger, pittore; Alexander C. T. Geppert, storico; Chris Zintzen-Bader, storico; Robert Rebitsch, storico; Peter Steinbacher, zoologo; Gernot Schedlberger, Maxim Seloujanov, compositore
- 2003: Anni Bürkl, letterato; Johannes Kretz, compositore; Volkmar Klien, compositore; Mario Rosivatz, compositore; German Toro-Perez, compositore; Robert Wildling compositore; Walter Körte, compositore; Dino Residbegovic, compositore; Thomas Mölg, Klimatologe, Klimaveränderung in den Tropen; Peter Ladurner, zoologo, Stammzellen bei niederen wirbellosen Tieren; Martin Weichbold, Kultursoziologe, Touchscreenbefragungen – eine neue Art sozialwissenschaftlicher Datenerhebung; Juan Manuel Abras, compositore; Jürgen Lackner, ricercatore dei materiali
- 2004: Karin Sulimma
- 2005: Alexandra Karastoyanova-Hermentin, compositrice; Michael Schneider, artista; Fabian Vogler, scultore
- 2006: Valerie Springer, scrittrice; Paul Mayrhofer, scienziato
- 2007: 45 vincitori[5], tra i quali Juraj Gregan, genetista; Ute Rakob, pittrice; Marios Joannou Elia, compositore
- 2008: 59 vincitori, tra i quali Alexander J. Eberhard, compositore; Bernhard Gander, compositore; Norbert Sterk, compositore; Christian Stiegler, letterato e esperto dei mezzi di comunicazione, Sonja Strohmer, sociologa Cornelia Travnicek, scienziata di scienze naturali;...
- 2009: 49 vincitori, tra I quali Matzer Ulrike, Pflug Marcel, economista & politologo; Emmanuelle Charpentier scienziato della natura; Scheidl Christian, scienziato della natura; Rier Klaus, giurista; Babiychuk Anatoliy artista; Niklas Hermann, letterato; Skweres Tomasz, compositore...

### 2010–2019
2010
- Premio Theodor Körner per la scienza
  - Umanisti: Jonathan Brandani, Beatrix Cárdenas Tarrillo, Thomas Dostal, Lara Fritz, Edgar Huber, Martin Lang, David Mayer, Christian Neuhuber, Alexander Pinwinkler, Mathias Thaler, Birgit Tremml.
  - Medicina, scienze naturali e tecnica: Andreas Bergthaler, Coralie Bertheau, Thomas Dejaco, Teresa Haidinger, Jürgen Hauer, Daniela Heffeter, Tobias Klatte, Ivo Nischang, Thomas Pletschko, Ulrich Rabl, Dolores Wolfram-Raunicher.
  - Giuristi, economisti ed esperti in scienze sociali: Florencia Benitez-Schaefer, Thomas Müller, Stefan Petrikovics, Roman Pfefferle, Nicole Promper, Karin Schwarz, Ulrike Waginger, Bernhard Weicht, Martin C. Wittmann, Monika Maria Wurzer, Dina Yanni.
- Premio Theodor Körner per l'arte
  - Arti figurative e fotografia artistica: Iris Aue, Peter Fritzenwallner, Katrin Huber e Maria Juen, Heidrun Kocher-Kocher, Ulrike Königshofer, Anja Manfredi, Kay Walkowiak.
  - Letteratura: Annett Krendlesberger.
  - Musica e composizione: Christoph Breidler, Thomas Grill, Mirela Kranebitter-Ivicevic, Wen Liu, Jaime Wolfson.
- Premio della città di Vienna: Christoph Aistleitner, Beatrix Zobl e Wolfgang Schneider (BKS), Monika Sommer.[6]

2011
- Premio Theodor Körner per la scienza 
  - Umanisti: Vera Sophie Ahamer, Christine Czinglar, Daniela Finzi, Eva Frantz, Gregor Gatscher-Riedl, Klemens Kaps, Stephan Kurz, Edith Lanser, Adrianna Miara, Helga Müllneritsch, Gilles Reckinger, Marie Rodet, Michaela Schirnhofer, Max Söllner, Marie-Luise Volgger, Elisabeth Westphal.
  - Medicina, scienze naturali e tecnica: Andreas Birbach, Michaela De Martino, Monika Edelbauer, Thomas Frieß, Maria Isabel Glogar, David Holec, Ingrid Holzinger, Nina Jährling, Stephan Koblmüller, Rosana Maria Kral, Hannes Mikula, Georg Steinhauser, Eva Ursprung.
  - Scienze giuridiche, sociali ed economiche: Susanne Augenhofer, Christian Dayé, Martin Halla, Irene Messinger, Matthias Petutschnig, Michaela Schösser, Ulrike Vent, Clemens Wieser, Martina Zweimüller.
- Premio Theodor-Körner per l'arte
  - Arti figurative e fitografia artistica: Ruth Anderwald, Florian Hafele.
  - Letteratura: Yvonne Giedenbacher, Erika Kronabitter.
  - Musica e composizione: Sebastian Bahr, Bernd Richard Deutsch, Manuela Kerer, Jörg Ulrich Krah, Grzegorz Pieniek, Piotr Skweres.
- Premio della Città di Vienna: Margareta Ferek-Petric, Vea Kaiser, Angelique Leszczawski-Schwerk.[7]

2012
- Premio Theodor Körner per la scienza
  - Umanesimo e cultura: Verena Blaschitz, Rosemarie Burgstaller, Melanie Glantschnig, Judith Goetz, Andrea Korenjak, Julia Küllinger, Petra Machold, Lucia Schöllhuber, Anja Thaller, Irina Vana, Georg Winder.
  - Medicina, scienze naturali e tecnica: Emir Hadzijusufovic, Josef Harl, Andreas Heindl, Judith Leitner, Svea Mayer, Christoph Metzner, Manfred Nairz, Daniela Pfabigan, Florian Schmitzberger, Ian Teasdale, Liesa Weiler, Rebeka Zsoldos.
  - Scienze sociali, giuridiche ed economiche: Markus Beham, Karin Bruckmüller, Sandra Brunnegger, Helene Feichter, Florian J. Huber, Philipp Korom, Veronika Krysl, Stefan Laube, Roland Pichler.
- Premio Theodor Körner per l'arte
  - Arti figurative e fotografia artistica: Sophie Dvořák, Thomas Hörl, Maureen Kaegi, Ina Loitzl, Alice Musiol, Georg Petermichl, Roswitha Weingrill.
  - Letteratura: Andrea Stift.
  - Musica e composizione: Alejandro del Valle-Lattanzio, Hannes Dufek, Samuel Gryllus, Daniel Oliver Moser, Amir Safari.
- Premio della Città di Vienna: Olivier Hölzl, Max Höfler, Marina Rauchenbacher, Philipp Blom, Eva-Maria Orosz, Wolfgang Kos.[8]

2013
- Premio Theodor Körner per la scienza
  - Umanisti: Verena Bauer, Rolf Bauer, Alexia Bumbaris, Michael Egger, Veronika Gruendhammer, Adelheid Heftberger, Michaela Maria Hintermayr, Eva Klein, Sandra Lehmann, Dayana Parvanova, Julia Proell, Lidija Rasl, Klaidija Sabo, Marion Wittfeld
  - Medicina, Scienze naturali e Tecnica: Martin Bodner, Norber Cyran, Alba Hykollari, Florian Kiefer
  - Scienze giuridiche, sociali ed economiche: Philip Aumüllner, Manuela Kohl, Marcel Leuschner, Johanna Muckenhuber, Elena Samarsky, Anna Schreuer, Daniela Wagner
- Premio Theodor Körner per l'arte 
  - Arti figurative e fotografia artistica: Denise Ackerl, Bernhard Hetzenauer, Katrin Hornek, Linus Riepler, Jakob Schieche
  - Letteratura: Elke Laznia, Eva Schörkhuber, Philipp Weiss
  - Musica e composizione: Morgana Petrik, Sonja Huber, Michael Wahlmüller
- Premio Città di Vienna: Alfredo Barsuglia, Renée Winter, Clemens Gütl, Christian Liebl[9]

2014
- Premio Theodor Körner per la scienza
  - Umanesimo e cultura: Lucile Dreidemy, Hans-Ulrich Lempert, Christina Linsboth, Verena Lorber, Johanna Öttl, Elisabeth Thoß
  - Medicina, Scienze naturali e Tecnica: Barbara Beikircher, Karin Föttinger, Edit Porpaczy, Stefan Prost, Romana Schirhagl
  - Scienze giuridiche, sociali ed economiche: Stefan Angel, Magdalena Atzl, Dominik Fröhlich, Claudia Kathan, Sabine Wandl
- Premio Theodor Körner per l'arte
  - Arti figurative e fotografia artistica: Bernadette Anzengruber, Irena Eden, Peter Jellitsch, Corina Vetsch
  - Letteratura: Ines Birkhan, Florian Gantner
  - Music e composizione: Julian Gamisch, Irene Kepl, Ralph Schutti[10]

2015
- Premio Theodor Körner per la scienza
  - Umanesimo e cultura: Perry Baumgartinger-Seiringer, Theresa Zifko, Linda Erker, Sonja Hinsch
  - Medicina, Scienze naturali, Tecnica: Josa Frischer, Tobias Pfingstl, Bernd Resch
  - Scienze giuridiche, sociali ed economiche: Andrea Kretschmann, Barbara Litsauer, Iris Murer, Philip Rathgeb
- Premio Theodor Körner per l'arte
  - Arti figurative e fotografia: Eva Egermann, Lucas Norer, Sara Ostertag, Fabian Patzak
  - Letteratura: Irene Diwiak, Margarita Kinstner
  - Musica e composizione: Yu-Chun Huang, Jean-Baptiste Marchand[11]

2016
- Premio Theodor Körner per la scienza
  - Laura Wiesböck, Julia Hofmann, Felix Kernbichler, Clemens Özelt, Verena Finkenstedt
  - Medicina, Scienze naturali e Tecnica: Lucia Beer, Cosima Prahm, Sandra Aurenhammer, Krzysztof Chylinski
- Premio Theodor Körner per l'arte
  - Arti figurative e fotografia artistica: Daniel Hafner, Franziska Kabusch, Belinda Kazeem-Kaminski, Nils Olger
  - Letteratura: Birgit Birnbacher, Nadine Kegele
  - Musica e composizione: Maria Gstättner, Thomas Wally[12]

2017
- Premio Theodor Körner per la scienza
  - Susanne Mayer, Thomas Klein, Corinna Gerard-Wenzel, Roman Birke, Veronika Helfert, Linda Jakubowicz, Carina Altreiter, Christoph Rameshan, Philipp Resl, Thomas Schachinger, Victor Weiss[13]
- Premio Theodor Körner per l'arte
  - Anna Baar, Bernd Schuchter[13]

2018
- Premio Theodor Körner per la scienza
  - Raimund Haindorfer, Niklas Rafetseder[14], Petra Erdely, Christoph Hahn, Andreas Rudisch, Ana Weidenauer, Christa Pail, Margarethe Maierhofer-Lischka, Hannah Tischmann[15]
- Premio Theodor Körner per l'arte
  - Astrid Schwarz, Iris Dittler, Veronika Eberhart, Christiana Perschon, Johannes Gierlinger, Miriam H. Auer, Cornelia Hülmbauer[15]

2019
- Premio Theodor Körner per l'arte
  - Raphaela Edelbauer,[16] Catrin Bolt, Veronika Burger, Florian Rainer, Stefanie Schwarzwimmer, Thomas Amann, Andrea Drumbl, Otto Wanke
- Premio Theodor Körner per la scienza
  - Attila Kiss,[17] Sarah Nimführ, Markus Wurzer, Matthias Mansky, Danny Müller, Petra Sumasgutner, Dominik Geringer, Michael Trinko, Anton Pichler, Kilian Rieder

### Dal 2020
2020
- Premio Theodor Körner per la scienza
  - Bernadette Edtmaier, Tim Rütten, Michael Adelsberger, Sandra Ebner, Stefan Kronister, Julian Maier, Martin Schletterer, Maria Sagmeister, Jörg Paetzold, Martina Schorn
- Premio Theodor Körner per l'arte
  - Laura Nitsch, Esther Strauß, Vildan Turalić, Norbert Kröll, Lukas Schmutzer, Aleksandra Bajde

## Attribuzioni non annuali
Ulteriori noti vincitori: Christian Ludwig Attersee, pittore; Christine Busta, scrittrice; Janko Ferk, scrittore e Rechtsphilosoph; Petra Ganglbauer, scrittrice; Erika Kronabitter, scrittrice; Jörg Mauthe, scrittore; Friedrich Cerha, compositore; Erich Eder de Lastra, compositore; Rupert Riedl, zoologo; Antal Festetics, zoologo; Hans Strotzka, psicanalista; Helmut Zilk, giornalista e poi sindaco di Vienna; Heinz Rudolf Unger, scrittore; Othmar Franz Lang, scrittore di libri per l'infanzia; Paul Angerer, dirigente; Franz Sales Sklenitzka, scrittore di libri per l'infanzia; Johann Karl Steiner, compositore; Dine Petrik, scrittrice; Fridolin Dallinger, compositore; Helmut Pacholik, scrittore; Ernst Doblhofer, filologo.